# Acciarino

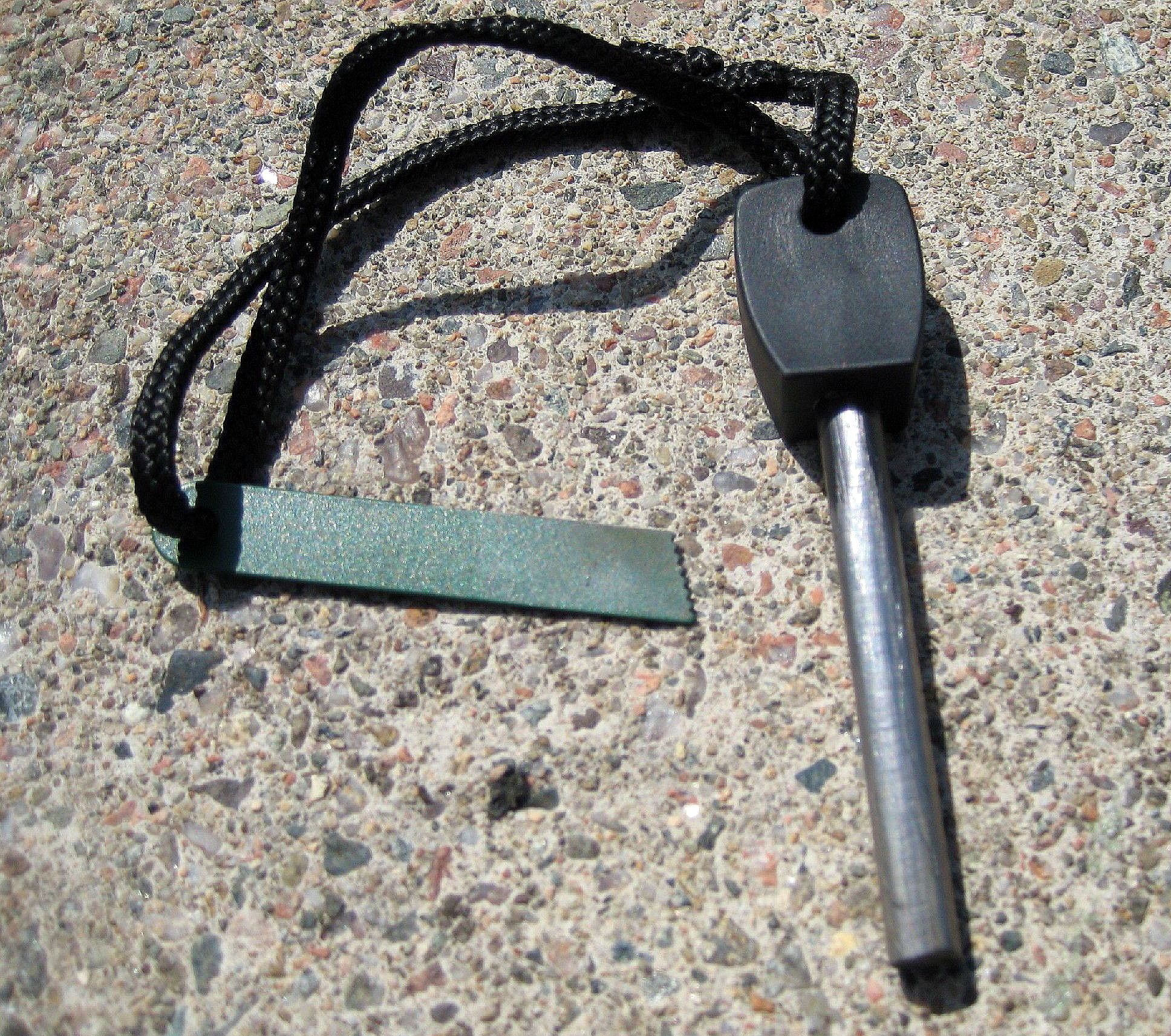
Esempio di acciarino da tasca, dove risultano evidenti le due parti di cui è composto

L'acciarino è una piastra in acciaio usata prima dell'invenzione degli accendini per accendere il fuoco.

## Struttura e uso
Consiste semplicemente in una piccola piastra di acciaio temprato, dalla superficie ruvida, sulla quale veniva battuta la pietra focaia per ricavarne scintille con le quali accendere un'esca (per esempio cotone impregnato di salnitro, foglie secche, paglia, trucioli di legno, carta, cotone o altro materiale altamente infiammabile). Dalla fiamma che si produceva si poteva accendere un bastoncino di legno secco e con esso accendere poi il fuoco nel caminetto o il tabacco nella pipa.  La forma è generalmente allungata, spesso a forma di fuso o sbarretta, con decorazioni diverse a seconda del periodo storico di appartenenza.

## Storia
I poeti latini Virgilio e Marziale ne parlano come di oggetti già esistenti al tempo dei Greci: ad esempio, nell'Eneide viene descritta l'accensione del fuoco da parte di Acate, che per raggiungere il suo scopo usa proprio un acciarino.
La sua fabbricazione fu possibile soltanto quando la metallurgia lo permise: bisognava disporre di un acciaio adatto e l'abilità necessaria per renderlo ben temprato e ciò fu possibile quando le conoscenze nella lavorazione dei metalli raggiunsero un discreto livello. I più antichi esemplari superstiti sono databili all'epoca Romana. I primi fiammiferi vennero inventati nella prima metà dell'Ottocento, eppure l'acciarino fu ancora in uso per vari anni. La complessità delle operazioni per l'accensione del fuoco con l'acciarino e il fatto che già esistessero i fiammiferi ci può dare un'idea della scarsa efficienza che dovevano avere questi ultimi.
Prima della comparsa dell'acciarino si usavano ancora due legni di diversa durezza energicamente strofinati insieme (di solito per rotazione) e con il calore prodotto dal loro attrito si accendevano primitive esche di vario tipo (di solito vegetali secchi o pelo animale ben essiccato).

## Uso odierno
Oggigiorno vista la possibilità di funzionare anche in condizioni impervie (sotto la pioggia, in mezzo alla neve, in ambienti umidi, sotto forti raffiche di vento o temperature estreme), l'acciarino costituisce un elemento importante di molti kit di appassionati di sopravvivenza ed escursionismo.
Viene venduto sia come oggetto a sé sia come componente di bracciali, orologi e coltelli tematici, pertanto lo si può trovare di lunghezza e diametro differenti.
La riscoperta di questo strumento ha portato all'implementazione dell'"acciarino al magnesio", un acciarino contenente magnesio da grattare in polvere sull'esca per aumentare notevolmente le possibilità di riuscita dell'accensione del fuoco.